# Dollardzijlvest
Dollardzijlvest was een interprovinciaal waterschap in de Nederlandse provincies Groningen en Drenthe, opgericht in 1992 en gevormd uit de waterschappen De Veenmarken en Reiderzijlvest en (pro forma) de Havingapolder.
Het waterschap beheerde het oosten van de provincie Groningen en het gebied in Drenthe dat afwatert op de Dollard. Het kantoor was gevestigd in Wedde. Op 1 januari 2000 ging het op in het nieuw opgerichte waterschap Hunze en Aa's.